# Hemitriakis falcata
Hemitriakis falcata är en hajart som beskrevs av Compagno och Stevens 1993. Hemitriakis falcata ingår i släktet Hemitriakis och familjen hundhajar. IUCN kategoriserar arten globalt som livskraftig. Inga underarter finns listade i Catalogue of Life.